# Plinthus arenarius
Plinthus arenarius är en isörtsväxtart som beskrevs av Robert Stephen Adamson. Plinthus arenarius ingår i släktet Plinthus och familjen isörtsväxter. Inga underarter finns listade i Catalogue of Life.